# Stilul Vauban-Tenaille
Stilul Vauban-Tenaille este un tip de fortificație avansat, amplasat în fața sau în jurul unei fortărețe. Numele provine din termenul francez tenaille, ce la rândul său provine din termenul latin tenācula, tenaculum, literalmente clește, datorită formei asemănătoare cu un clește.
Exemple de cetăți în acest stil din România sunt cetatea Aradului, cetatea Oradea, cetatea Alba Carolina, cetatea Timișoara.